# Manchete Futebol Clube do Recife
Il Manchete Futebol Clube do Recife, noto anche semplicemente come Manchete, è una società calcistica brasiliana con sede nella città di Recife, capitale dello stato del Pernambuco.

## Storia
Il club è stato fondato il 1º gennaio 1950 come Associação Atlética das Vovozinhas. Il Vovozinhas cambiò nome in Associação Atlética Santo Amaro nel 1965. Come Santo Amaro, il club è stato finalista del Campeonato Brasileiro Série C nel 1981, perdendo in finale con l'Olaria. Il Santo Amaro successivamente cambiò nome in Associação Atlética Casa Caiada, e poi in Recife Futebol Clube nel 1994. Il club ha cambiato nome in Manchete Futebol Clube do Recife il 2 febbraio 2004.

## Palmarès

### Altri piazzamenti
- Campeonato Brasileiro Série C:

Secondo posto: 1981